# Odontopera noctuodes
Odontopera noctuodes är en fjärilsart som beskrevs av W. Warren 1904. Odontopera noctuodes ingår i släktet Odontopera och familjen mätare. Inga underarter finns listade i Catalogue of Life.